# 12. březen
12. březen je 71. den roku podle gregoriánského kalendáře (72. v přestupném roce). Do konce roku zbývá 294 dní. Svátek má Řehoř.

## Události

### Česko
- 1762 – Marie Terezie založila v Brně první veřejnou burzu na stavovské a další obligace. Burza se neosvědčila a další vznikla až za 100 let.
- 1848 – Vznikl Svatováclavský výbor, předchůdce Národního výboru. Jeho úkolem bylo prosadit ve Vídní požadavky tzv. první a druhé pražské petice.
- 1965 – Československo prodalo Wichterleho patent kontaktních čoček firmě NPDC.
- 1969 – Byla vyhlášena CHKO Orlické hory.
- 1975 – Ve věznici v Praze na Pankráci byla jako poslední žena v Československu popravena oběšením Olga Hepnarová.
- 1983 – V Angole bylo uneseno 66 Čechoslováků protivládní organizací UNITA.
- 1999 – Česká republika (spolu s Maďarskem a Polskem) vstoupila do NATO.
- 2020 – Česká vláda vyhlásila (poprvé v dějinách ČR) nouzový stav pro celou zemi z důvodu pandemie covidu-19 v Česku.

### Svět
- 1054 – 152. papež Lev IX. uprchl ze zajetí a vrátil se do Říma.
- 1350
  - Karel IV. pořídil jako římský král v Mnichově soupis říšského majetku, korunovačních klenotů a pokladu.
  - Italské město Orvieto zveřejnilo, že popraví nebo upálí všechny smíšené manželské páry křesťanů a židů.
- 1365 – Ve Vídni byla založena Vídeňská univerzita.
- 1470 – Odehrálo se jedno z ozbrojených střetnutí válek růží: bitva u Losecoat Field.
- 1550 – Několik stovek Španělů a domorodců pod velením Pedra de Valdivia porazilo síly domorodých Mapučů (60 000 mužů) v bitvě o Penco během araukánských válek (v dnešním Chile).
- 1622 – Zakladatelé Tovaryšstva Ježíšova Ignác z Loyoly a František Xaverský byli svatořečeni.
- 1918 – V sovětském Rusku byla za hlavní město prohlášena Moskva namísto dřívějšího Petrohradu.
- 1930 – Mahátma Gándhí se svými lidmi vyrazil na „solný pochod“.
- 1938 – Byl proveden anšlus Rakouska.
- 1940 – Byla dokončena dohoda o míru mezi Finskem a Sovětským svazem.
- 1965 – Vypuštěna sovětská sonda Kosmos 60, která měla přistát na Měsíci. Ke svému cíli nedoletěla.
- 1968 – Mauricius vyhlásil nezávislost.
- 1979 – Premiéra filmu Miloše Formana Vlasy v USA.
- 2005 – Ukrajinské ministerstvo obrany oznámilo, že prvních 150 ukrajinských vojáků opustilo Irák. Začalo tím stahování celého ukrajinského kontingentu (o síle 1 650 mužů) z tamní války.
- 2011 – Po silném zemětřesení na severovýchodě Japonska došlo k havárii jaderné elektrárny Fukušima 1.

## Narození

### Česko

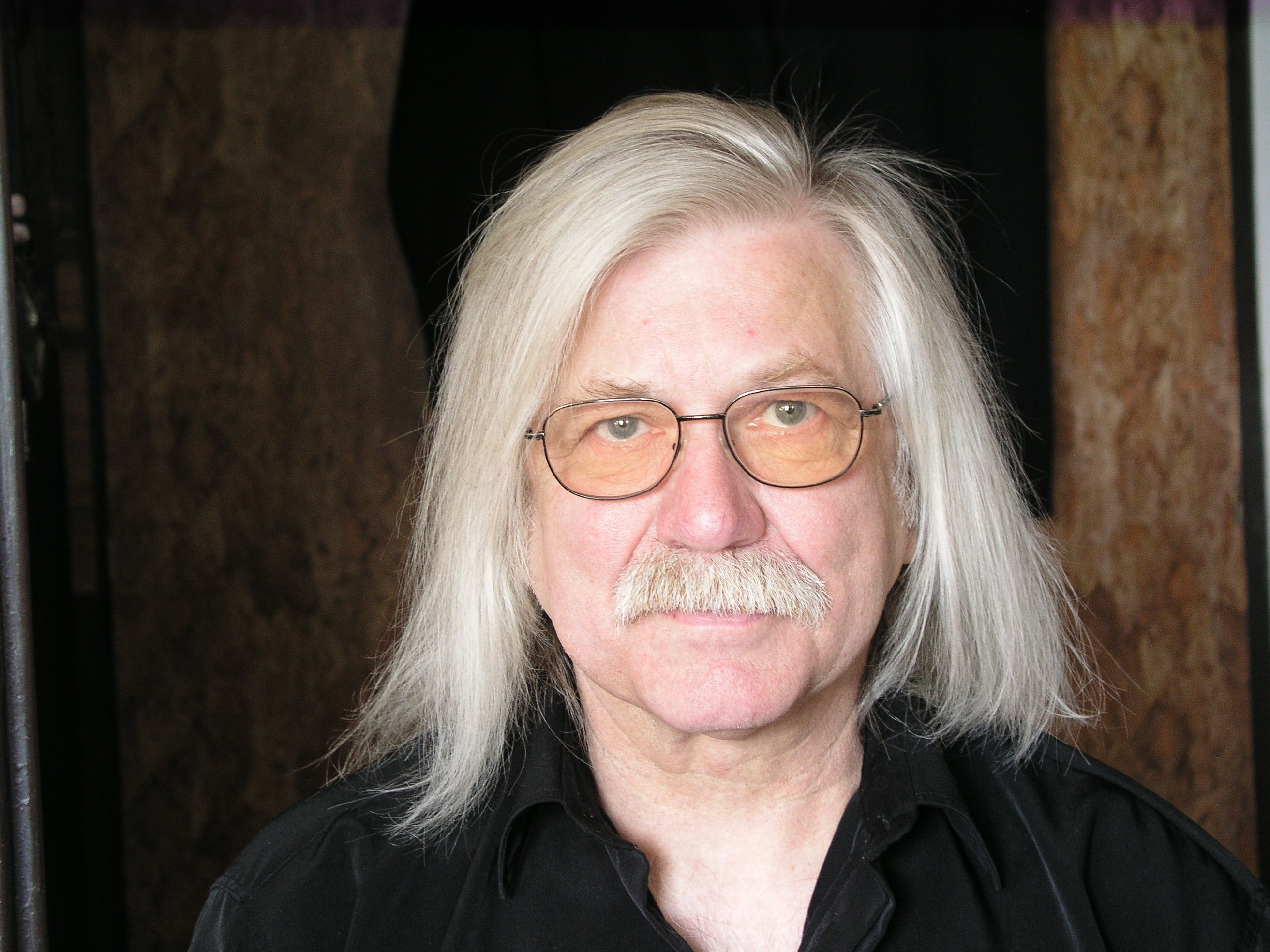
Josef Fousek (* 1939)

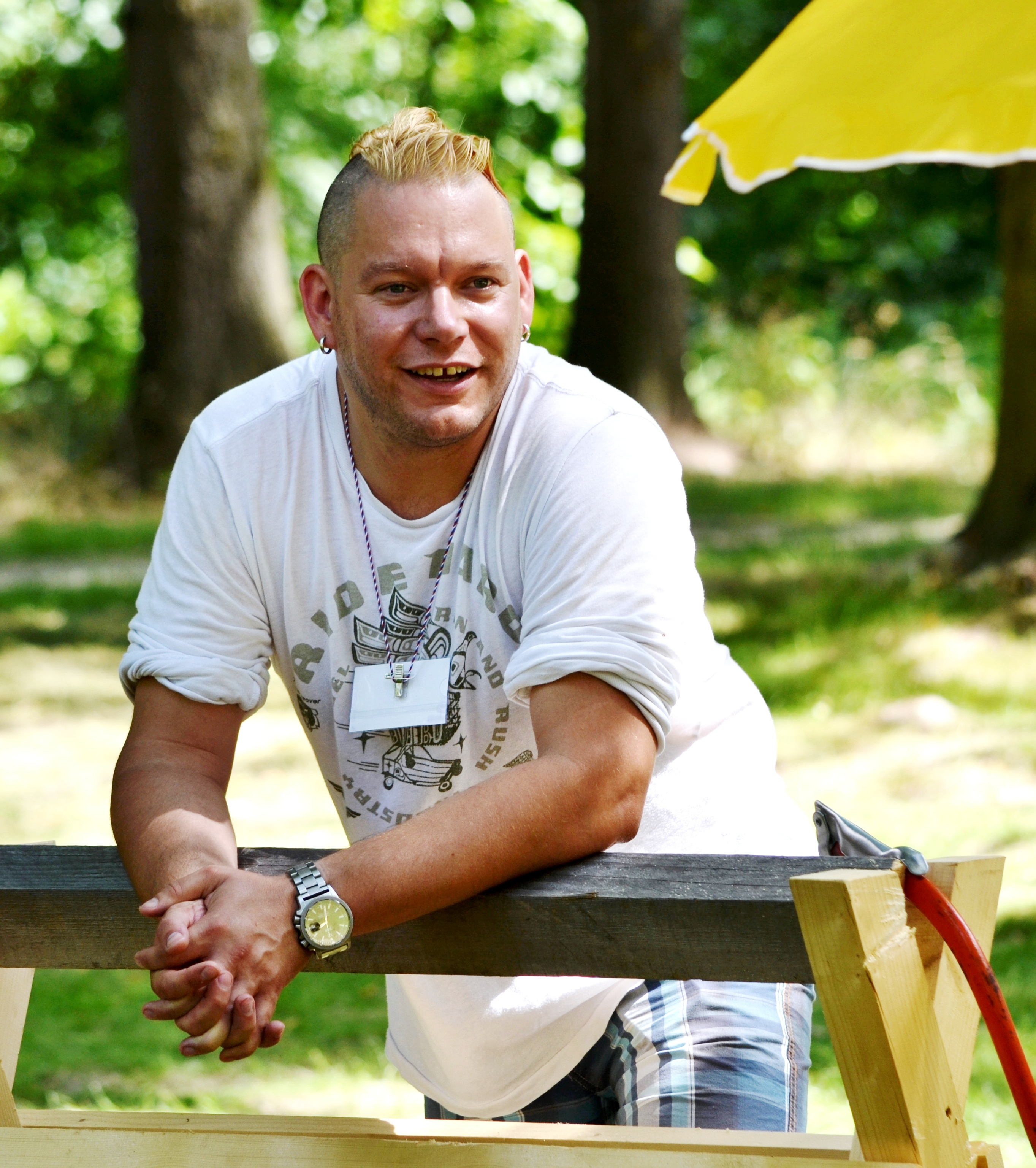
Matěj Ruppert (* 1978)

- 1646 – Augustin Strobach, jezuita a misionář († 27. srpna 1684)
- 1730 – Mauritius Elbel, opat oseckého kláštera († 26. července 1798)
- 1794 – František Alois Skuherský, lékař a filantrop v Opočně († 12. srpna 1864)
- 1817 – Josef Grond, rakouský a český politik německé národnosti, starosta města Králíky († 4. dubna 1904)
- 1840 – August Salaba, strojní inženýr, vynálezce, rektor ČVUT († 28. ledna 1894)
- 1844 – Mořic Stanislav Anger, český dirigent a skladatel († 2. srpna 1905)
- 1849 – Karel Pawlík, gynekolog a porodník († 7. září 1914)
- 1850 – Bernard Otto Seeling, český sochař († 20. dubna 1895)
- 1856 – Jozef Chládek, český hudební skladatel († 25. března 1928)
- 1859 – Josef Cyrill Sychra, český hudební skladatel, sbormistr a hudební pedagog († 21. srpna 1935)
- 1861 – Josef Jan Frič, zakladatel hvězdárny na Ondřejově († 10. září 1945)
- 1863 – Norbert Kubát, český sbormistr, varhaník, houslista a hudební skladatel († 4. prosince 1935)
- 1869
  - Ján Duchaj, československý politik († 2. dubna 1954)
  - František Tomášek, československý politik († 5. října 1938)
  - Josef Záruba-Pfeffermann, československý architekt a politik († 24. května 1938)
- 1873 – Bohumil Němec, botanik, rektor University Karlovy a politik († 7. dubna 1966)
- 1878 – Josef Vraštil, představený Československé provincie Tovaryšstva Ježíšova († 22. srpna 1944)
- 1882 – Pavel Janák, český architekt a designér († 1. srpna 1956)
- 1892 – Joža Vochala, folklorista a muzejník († 26. dubna 1965)
- 1895 – Otakar Batlička, světoběžník a spisovatel († 13. února 1942)
- 1899 – Rudolf Kögler, přírodovědec († 19. dubna 1949)
- 1901 – Alois Neuman, československý politik, ministr a poslanec († 27. července 1977)
- 1902 – Helena Teigová, česká překladatelka († 12. října 1986)
- 1904 – Josef Plíhal, matematik, politik a podnikatel († 9. října 1973)
- 1905 – Jan Znoj, sochař († 24. března 1950)
- 1909 – Josef Ocelka, velitel 311. československé bombardovací perutě RAF († 12. července 1942)
- 1912 – Jiří Traxler, český pianista, hudební skladatel, textař a hudební aranžér († 7. srpna 2011)
- 1913 – Jan Nedělka, komunistický poslanec († ?)
- 1914 – Jan Kapr, hudební skladatel († 29. dubna 1988)
- 1915
  - Jiří Mucha, prozaik, publicista a scenárista, syn Alfonse Muchy († 5. dubna 1991)
  - Adolf Staňura, český esperantský literát († 16. března 2004)
- 1922
  - Jan Kalous, československý fotbalový reprezentant († 5. března 2002)
  - Pavel Čotek, český hudební skladatel a pedagog († 20. července 2005)
- 1931 – Otto Zelenka, český spisovatel, dramatik, dramaturg a scenárista († 22. října 2013)
- 1933 – Valentina Thielová, herečka († 15. října 2022)
- 1937 – Miroslav Melena, český scénograf a divadelní architekt († 9. srpna 2008)
- 1939
  - Josef Fousek, spisovatel, básník, humorista, písničkář, cestovatel a fotograf
  - Josef Michl, český chemik
- 1942
  - Jiří Kahoun, spisovatel († 13. května 2017)
  - Ivan Mackerle, záhadolog, kryptozoolog, cestovatel a spisovatel († 3. ledna 2013)
- 1948 – Petr Škvor, houslový sólista a dirigent († 13. října 1993)
- 1949 – Jiří Prosecký, asyriolog
- 1950 – Vladimír Goněc, český a slovenský historik a politolog
- 1961 – Broněk Černý, herec
- 1978 – Matěj Ruppert, zpěvák
- 1982 – Barbora Černošková, moderátorka a redaktorka Redakce sportu České televize
- 1986
  - Jan Urban, fotbalista
  - František Rajtoral, fotbalista († 23. dubna 2017)

### Svět

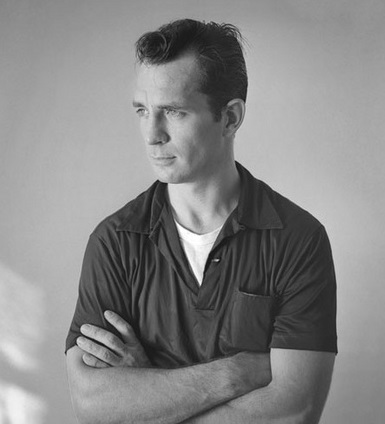
Jack Kerouac (* 1922)

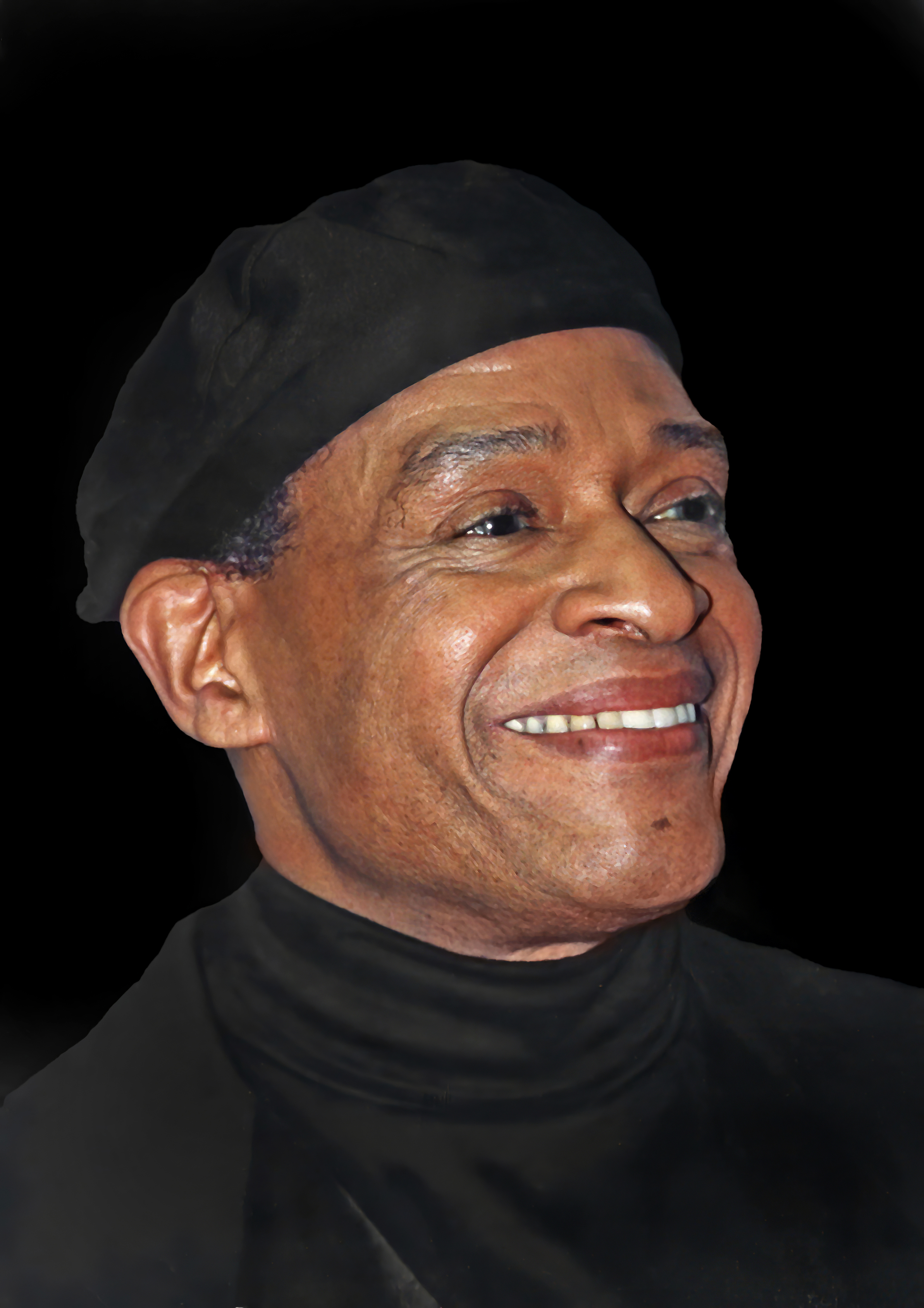
Al Jarreau (* 1940)

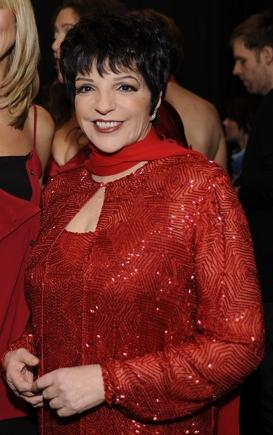
Liza Minnelliová (* 1946)

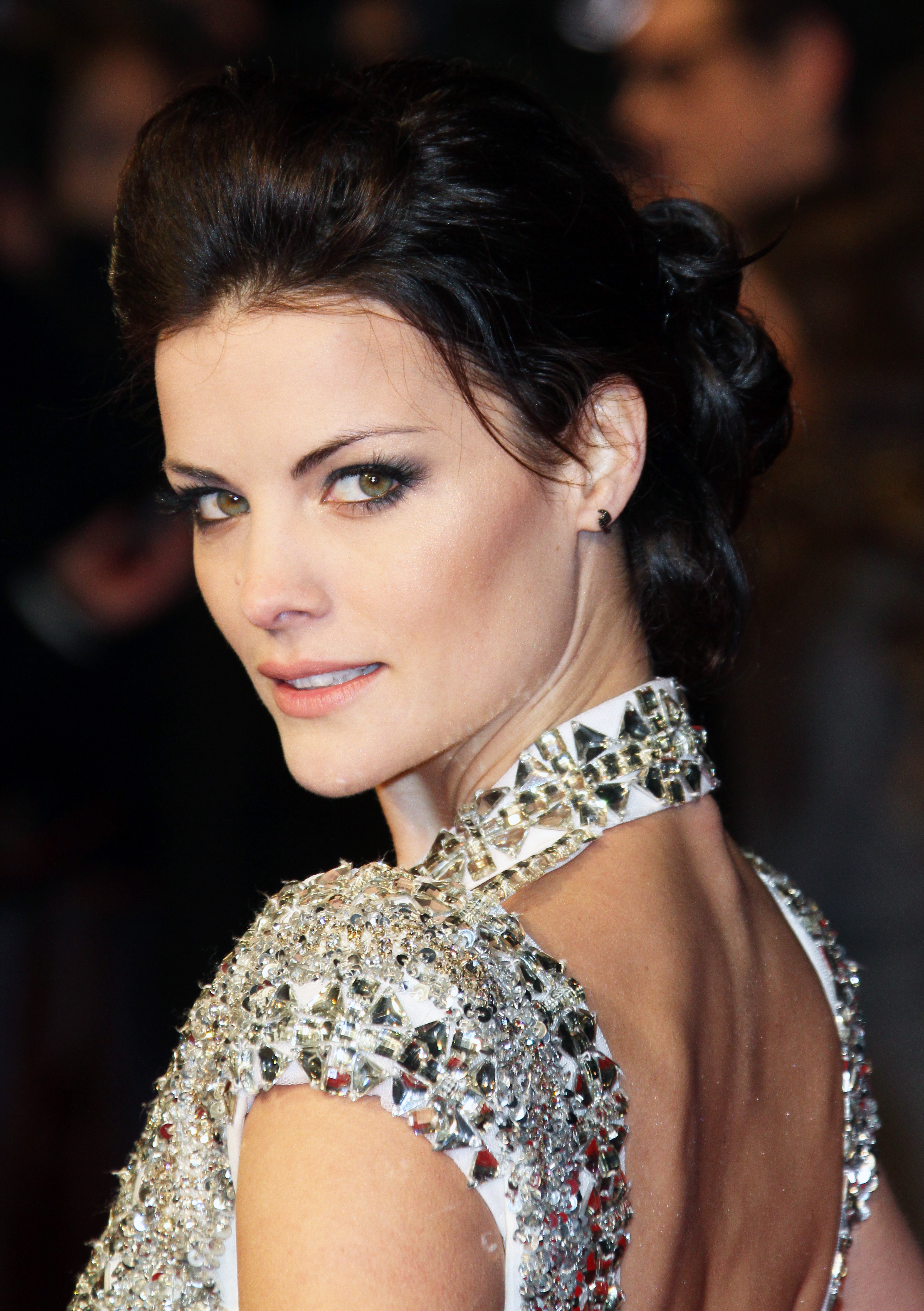
Jaimie Alexander (* 1984)

- 1270 – Karel I. z Valois, čtvrtý syn francouzského krále Filipa III. Smělého († 16. prosince 1325)
- 1598 – Guillaume Colletet, francouzský básník († 11. února 1659)
- 1607 – Paul Gerhardt, německý barokní básník († 27. května 1676)
- 1613 – André Le Nôtre, francouzský zahradní architekt († 15. září 1700)
- 1626 – John Aubrey, anglický starožitník a spisovatel († 7. července 1697)
- 1637 – Anna Hydeová, první manželka pozdějšího anglického krále Jakuba II. († 31. března 1671)
- 1685 – George Berkeley, irský filosof a teolog († 14. leden 1753)
- 1695 – Řehoř Theny, tyrolský sochař a řezbář († 5. května 1759)
- 1728 – Anton Raphael Mengs, německý malíř († 29. června 1779)
- 1732 – Joseph Gärtner, německý lékař a botanik († 14. července 1791)
- 1781 – Frederika Dorotea Bádenská, švédská královna, manželka švédského krále Gustava IV. Adolfa († 25. září 1826)
- 1784 – William Buckland, britský geolog a paleontolog († 24. srpna 1856)
- 1788 – Pierre Jean David d'Angers, francouzský sochař († 5. ledna 1856)
- 1806 – Jane Pierceová, manželka 14. prezidenta USA Franklina Piercea († 2. prosince 1863)
- 1811 – Albert Sands Southworth, americký fotograf († 3. března 1894)
- 1819 – Franz von Hruschka, rakouský voják, včelař a hoteliér († 8. května 1888)
- 1821 – Luitpold Bavorský, bavorský regent († 12. prosince 1912)
- 1832 – Charles Friedel, francouzský chemik († 20. dubna 1899)
- 1837 – Alexandre Guilmant, francouzský varhaník a skladatel († 29. března 1911)
- 1840 – Séraphin-Médéric Mieusement, francouzský fotograf († 10. září 1905)
- 1843 – Gabriel Tarde, francouzský sociolog († 12. května 1904)
- 1853 – Simon Newcomb, kanadsko-americký matematik a astronom († 11. července 1909)
- 1863
  - Gabriele d'Annunzio, italský básník († 1. března 1938)
  - Vladimir Ivanovič Vernadskij, ruský mineralog († 6. ledna 1945)
- 1877 – Wilhelm Frick, německý ministr vnitra, říšský protektor Čech a Moravy († 16. října 1946)
- 1878
  - Gemma Galganiová, italská křesťanská světice († 11. dubna 1903)
  - Musa Ćazim Ćatić, bosenský básník, novinář a překladatel († 6. dubna 1915)
- 1879 – Viktor Tausk, rakouský filozof a psychoanalytik († 3. července 1919)
- 1888 – Hans Knappertsbusch, německý dirigent († 25. října 1965)
- 1889
  - Vaslav Nijinsky, ruský tanečník a choreograf († 8. dubna 1950)
  - Idris I., král Libye († 25. května 1983)
- 1896 – Jesse Fuller, americký hudebník († 29. ledna 1976)
- 1905 – Takaši Šimura, japonský herec († 11. února 1982)
- 1909 – Herbert Wotte, německý spisovatel a historik umění († 8. března 1989)
- 1910 – Masajoši Óhira, premiér Japonska († 12. června 1980)
- 1911 – William Stuart-Houston, nevlastní synovec Adolfa Hitlera († 14. července 1987)
- 1912 – Ghazi I., irácký král († 4. května 1939)
- 1920 – Françoise d'Eaubonne, francouzská spisovatelka a feministka († 3. srpna 2005)
- 1922 – Jack Kerouac, americký spisovatel († 21. října 1969)
- 1923
  - Wally Schirra, americký astronaut († 3. května 2007)
  - Hjalmar Andersen, norský rychlobruslař († 27. března 2013)
- 1925
  - Leo Esaki, japonský experimentální fyzik, Nobelova cena za fyziku 1973
  - Harry Harrison, americký autor science fiction, kreslíř a esperantista († 15. srpna 2012)
- 1926 – John Clellon Holmes, americký spisovatel († 30. března 1988)
- 1927
  - André Green, francouzský psychoanalytik a spisovatel († 22. ledna 2012)
  - Raúl Alfonsín, argentinský právník a politik, bývalý prezident Argentiny († 31. března 2009)
- 1928 – Edward Albee, americký dramatik († 16. září 2016)
- 1929 – Ferdinand Klinda, slovenský varhaník
- 1932 – Alexandr Titarenko, sovětský marxisticko-leninský filosof († 4. května 1993)
- 1933 – Viktor Vasiljevič Smirnov, ruský novinář, spisovatel a scenárista
- 1934 – Francisco J. Ayala, americký biolog a filozof španělského původu
- 1935 – Hugh Lawson, americký klavírista († 11. března 1997)
- 1936 – Michał Heller, polský katolický kněz, filosof, teolog, fyzik, astronom
- 1940 – Al Jarreau, americký jazzový zpěvák († 12. února 2017)
- 1942 – Ratko Mladić, velitel bosenskosrbské armády Republiky srbské
- 1945 – Sammy Gravano, americký gangster, informátor FBI
- 1946
  - Dean Cundey, americký filmař a kameraman
  - Ja'akov Dorčin, izraelský sochař a malíř
  - Liza Minnelliová, americká zpěvačka a herečka
- 1947 – Mitt Romney, guvernér státu Massachusetts
- 1949 – Bill Payne, americký hudebník
- 1950 – Roger Hodgson, britský zpěvák, hudebník
- 1952 – Daahir Riyaale Kaahin, prezident samozvané republiky Somaliland
- 1956 – Steve Harris, baskytarista a zakládající člen skupiny Iron Maiden
- 1963 – Farahnaz Pahlaví, íránská princezna
- 1969 – Graham Coxon, britský písničkář
- 1975 – Cecilie Legangerová, norská házenkářka
- 1979 – Jamie Dwyer, australský pozemní hokejista
- 1984 – Jaimie Alexander, americká herečka
- 1990 – Milena Raičevićová, černohorská házenkářka
- 1999 – Janja Garnbret, slovinská sportovní lezkyně
- 2003 – Malina Weissman, americko-německá herečka

## Úmrtí

### Česko

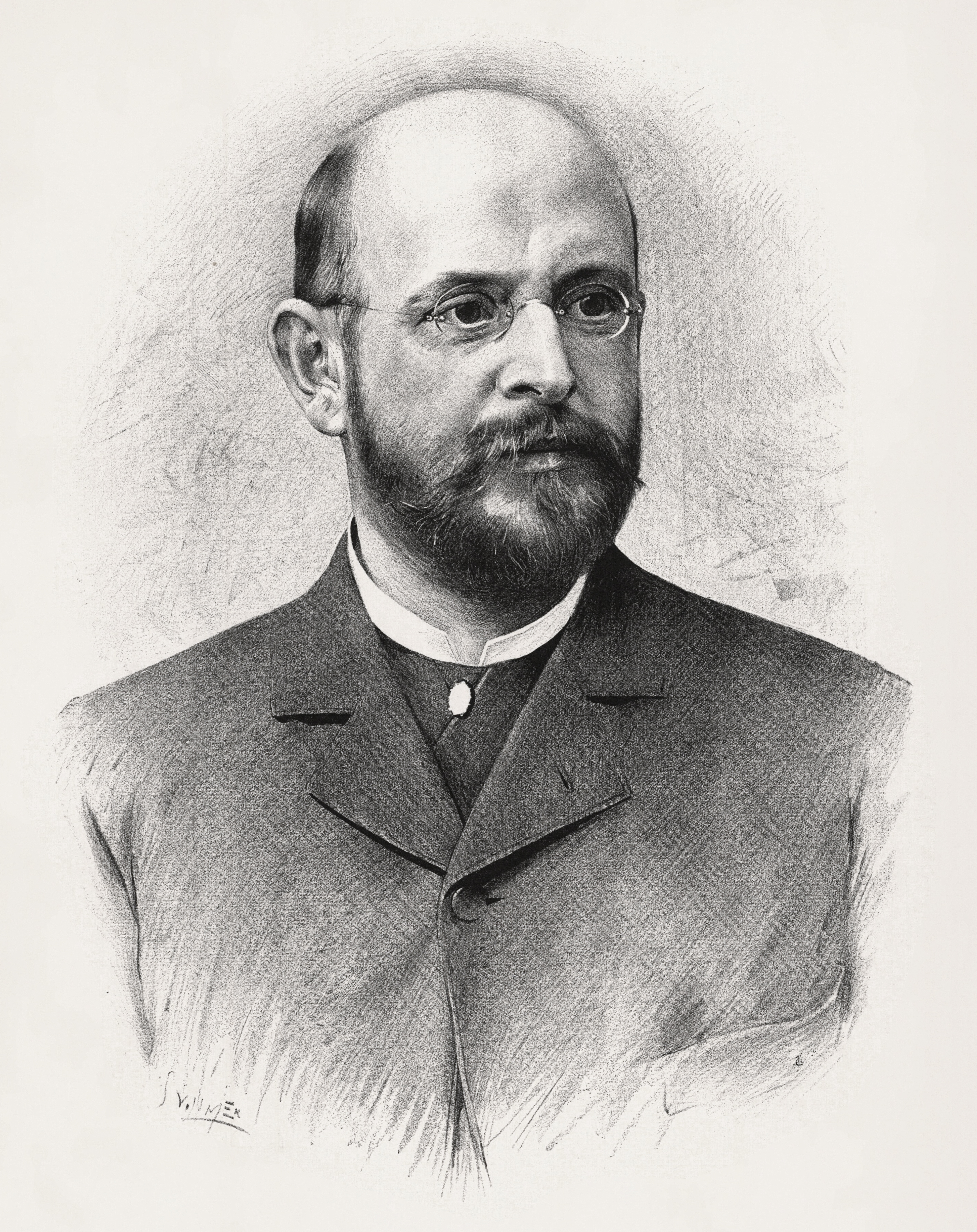
Alois Jirásek († 1930)

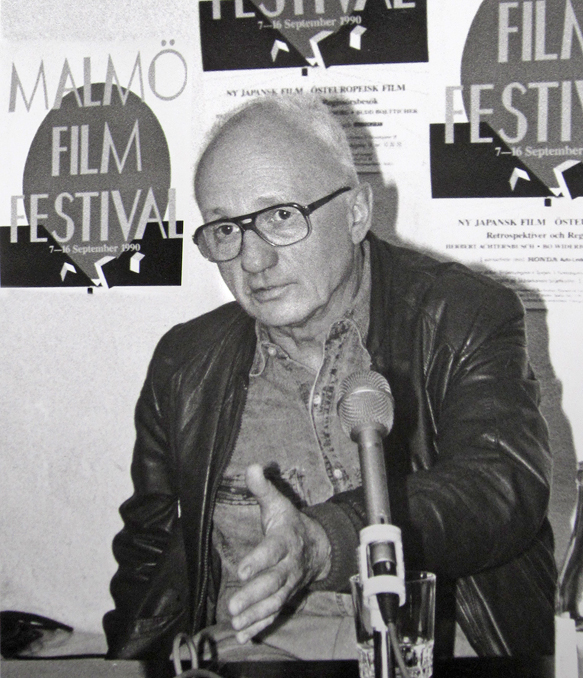
Karel Kachyňa († 2004)

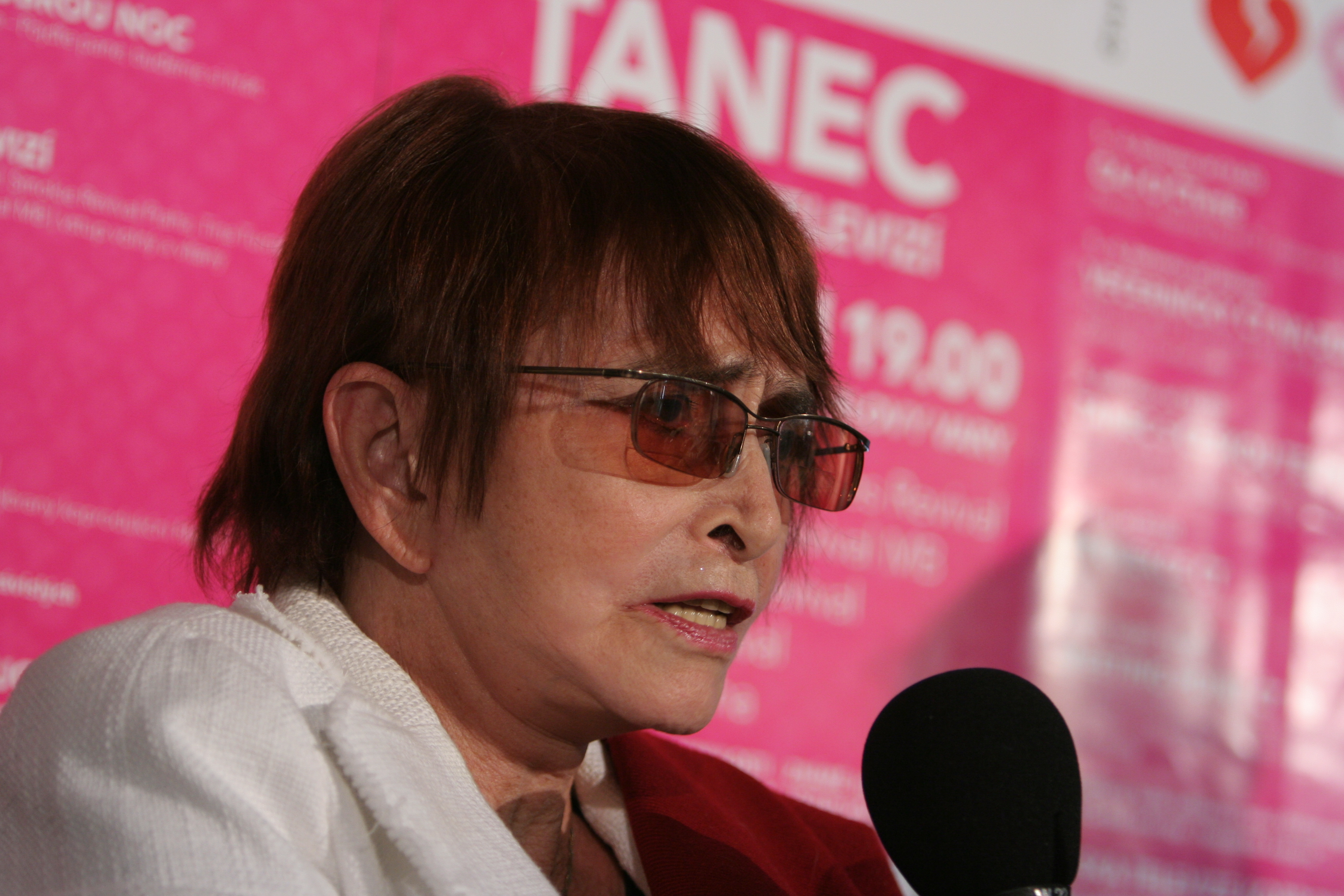
Věra Chytilová († 2014)

- 1786 – František Kermer, architekt (* 1710)
- 1809 – Dominik Oesterreicher, pozdně barokní malíř (* 2. srpna 1750)
- 1890 – Otto Pinkas, český dramatik a spisovatel (* 2. března 1849)
- 1891 – Ernst Mayer, poslanec Českého zemského sněmu a Říšské rady, starosta Prachatic (* 21. ledna 1815)
- 1892 – Matěj Mikšíček, moravský národní buditel a spisovatel (* 3. února 1815)
- 1900 – Alois Krása, český novinář a politik (* 11. března 1828)
- 1910 – Antonín Vojtěch Horák, český hudební skladatel (* 7. července 1875)
- 1918 – Georg Habermann, poslanec Českého zemského sněmu (* 3. dubna 1842)
- 1920 – Dominik Riegel, nadporučík dělostřelectva rakouské armády a mistr šermu (* 24. dubna 1840)
- 1922 – Jaroslav Palliardi, moravský archeolog (* 20. února 1861)
- 1923 – Jan Pinkava, český malíř (* 27. prosince 1846)
- 1930 – Alois Jirásek, český spisovatel (* 23. srpna 1851)
- 1938 – Otokar Fischer, divadelní kritik, teoretik a historik, překladatel, dramaturg, básník a dramatik (* 20. května 1883)
- 1939 – Rudolf Kříženecký, český architekt (* 28. října 1861)
- 1948 – Robert Mayr-Harting, ministr spravedlnosti Československa (* 13. září 1874)
- 1961 – Josef Zeman, zakladatel moderní československé defektologie (* 10. října 1867)
- 1962 – Karel Paleček, legionář, generál, zakladatel československých výsadkových jednotek (* 28. ledna 1896)
- 1969 – Jarmila Švabíková, herečka (* 18. srpna 1906)
- 1974 – Otakar Štorch-Marien, český nakladatel a spisovatel (* 16. září 1897)
- 1975 – Olga Hepnarová, vražedkyně (* 30. června 1951)
- 1977 – Franz Nowotny, šumavský pašerák a převáděč (* 1. prosince 1905)
- 1984 – Jindřich Schmidt, český rytec (* 24. června 1897)
- 1999 – Miloslav Holub, herec, režisér, divadelní ředitel a pedagog (* 27. února 1915)
- 2004 – Karel Kachyňa, režisér (* 1. května 1924)
- 2010 – Vlastimil Lejsek, klavírista a hudební skladatel (* 21. července 1927)
- 2012
  - Karel Dospiva, krnovský dirigent a učitel hudby (* 28. března 1923)
  - Josef Fabián, regionální kulturní pracovník, divadelník a publicista, politik (* 16. dubna 1944)
- 2013
  - Slavomil Hubálek, český psycholog a sexuolog (* 13. června 1947)
  - Karel Cerman, český horolezec (* 29. září 1926)
- 2014 – Věra Chytilová, režisérka (* 2. února 1929)
- 2019
  - Věra Bílá, zpěvačka a hudebnice (* 22. května 1954)
  - Mirek Hoffmann, country zpěvák, textař a skladatel, člen Greenhorns (* 28. března 1935)

### Svět

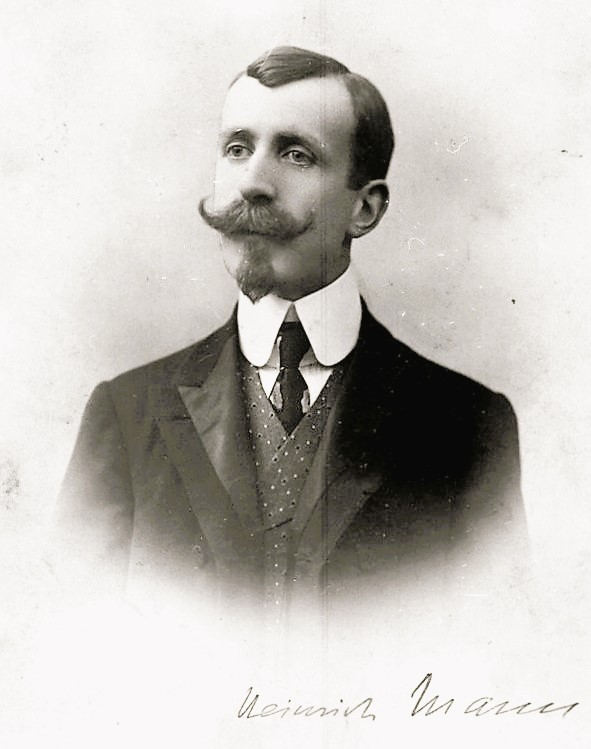
Heinrich Mann († 1950)

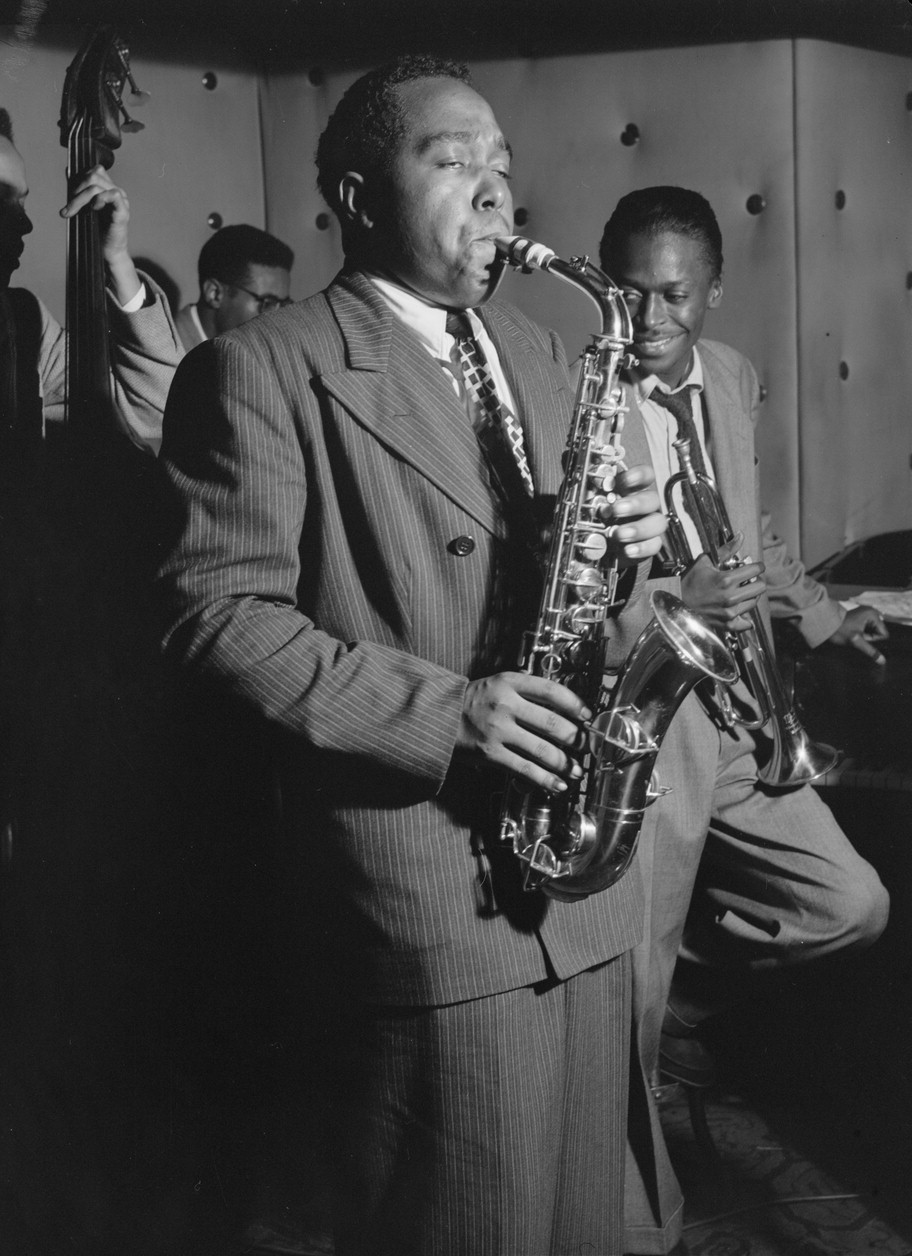
Charlie Parker († 1955)

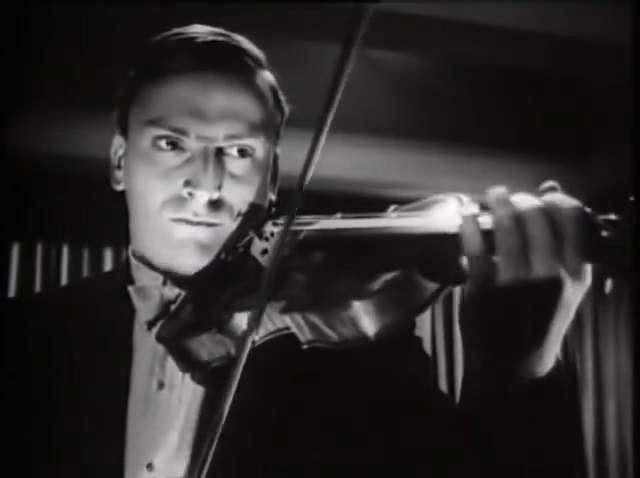
Yehudi Menuhin († 1999)

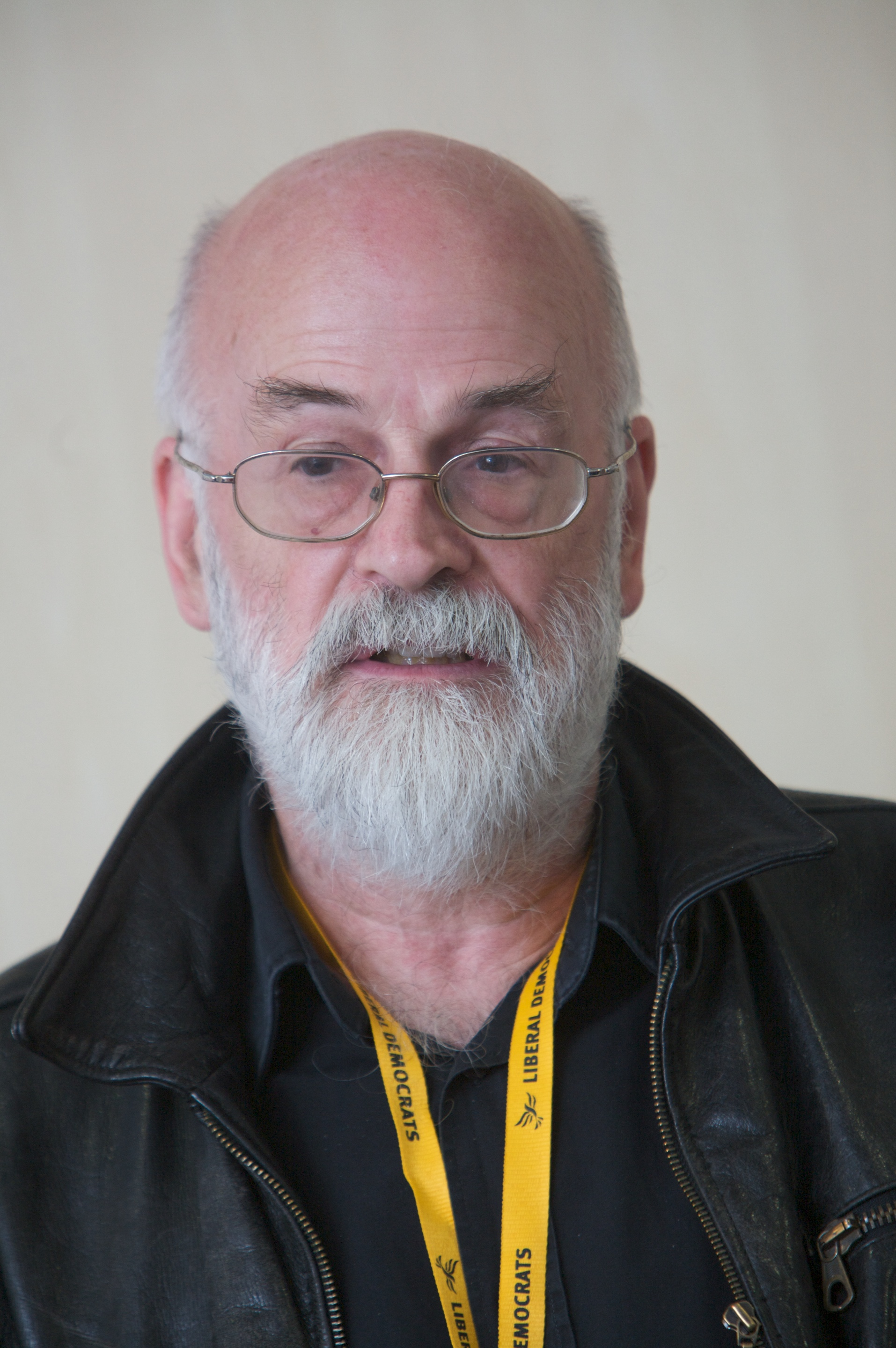
Terry Pratchett († 2015)

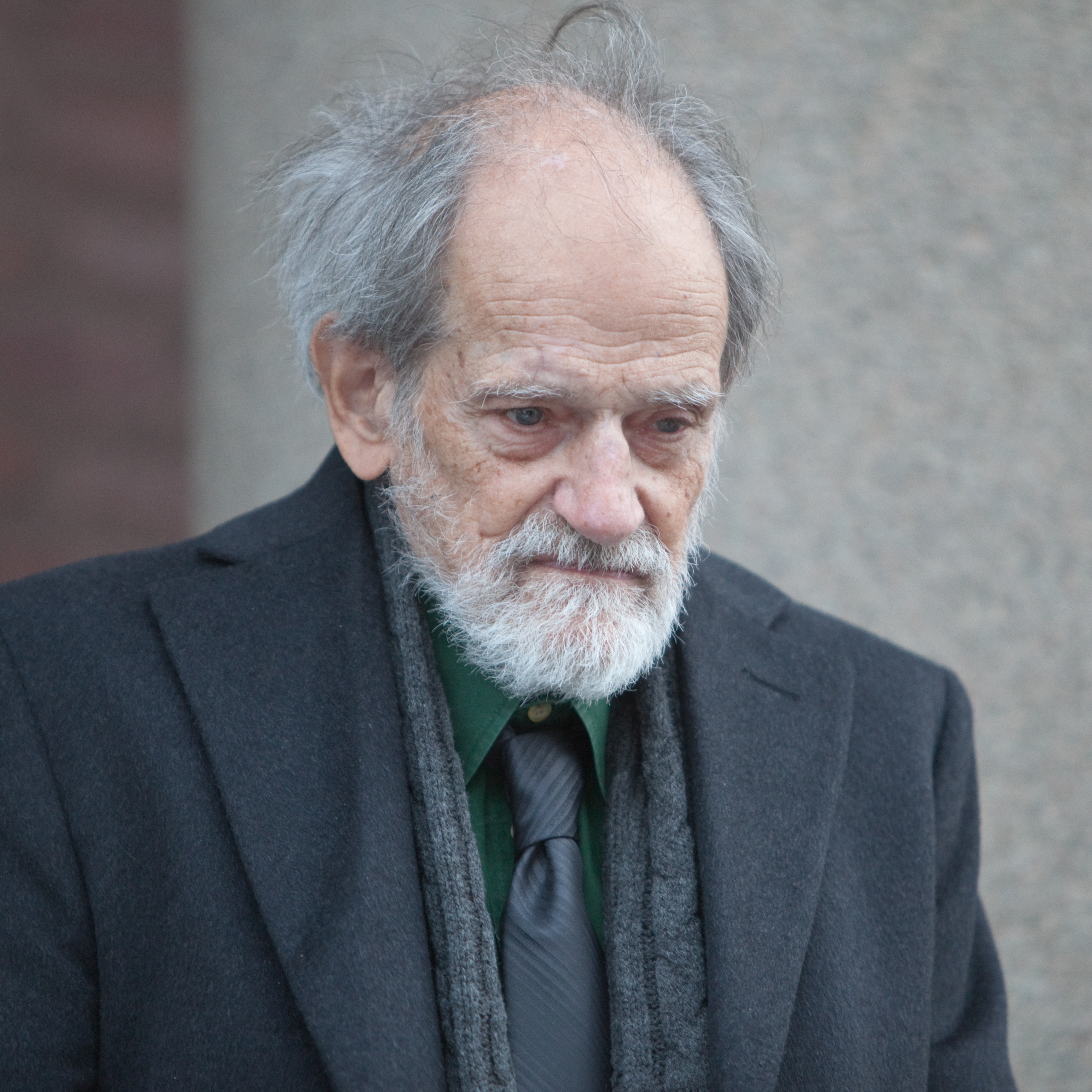
Lloyd Shapley († 2016)

- 0250 – svatý Pionius, křesťanský kněz, upálen ve Smyrně (* ?)
- 0604 – Řehoř I. Veliký, papež (* asi 540)
- 1356 – Rudolf I. Saský, první kurfiřt saský (* 1284)
- 1672 – Ludmilla Elisabeth von Schwarzburg-Rudolstadt, německá básnířka (* 7. dubna 1640)
- 1673 – Markéta Habsburská, manželka císaře Leopolda I., česká královna (* 12. července 1651)
- 1696 – Jean de la Vallée, francouzský barokní architekt (* 1620)
- 1737 – Karel Alexandr Württemberský, německý vojevůdce a württemberský vévoda (* 24. ledna 1684)
- 1749 – Alessandro Magnasco, italský pozdně barokní malíř (* 4. února 1667)
- 1790 – Andrej Hadik, uherský hrabě a rakouský polní maršál (* 16. října 1710)
- 1825 – Maximin Isnard, francouzský revoluční politik (* 16. listopadu 1755)
- 1857 – Jean de Carro, švýcarský lékař (* 8. srpna 1770)
- 1870 – Thomas de Colmar, francouzský vynálezce a podnikatel (* 5. května 1785)
- 1882 – Thomas Martin Easterly, americký fotograf (* 3. října 1809)
- 1895 – Terezie Herbersteinová, česko-rakouská šlechtična z rodu Ditrichštejnů (* 15. října 1822)
- 1898 – Johann Jakob Balmer, švýcarský matematik a fyzik (* 1. května 1825)
- 1901 – Jovan Ilić, srbský básník a politik (* 15. srpna 1824)
- 1907 – Hermann von Loebl, předlitavský státní úředník a politik (* 29. prosince 1835)
- 1914 – George Westinghouse, americký vynálezce a průmyslník (* 6. října 1846)
- 1915 – Ferdinand Karel Habsbursko-Lotrinský, rakouský arcivévoda známý pod jménem Ferdinand Burg (* 27. prosince 1868)
- 1916 – Marie von Ebner-Eschenbachová, hraběnka Dubská, rakouská spisovatelka (* 13. září 1830)
- 1925
  - Arkadij Timofejevič Averčenko, ruský spisovatel (* 27. března 1881)
  - Sunjatsen, čínský politik (* 12. listopadu 1866)
- 1931 – Jozef Bahéry, slovenský hudební skladatel (* 8. prosince 1844)
- 1935 – Michael Pupin, americko-srbský fyzik a vynálezce (* 4. října 1854)
- 1937 – Charles-Marie Widor, francouzský varhaník a skladatel (* 21. února 1844)
- 1942 – Robert Bosch, německý vynálezce a podnikatel (* 23. září 1861)
- 1943
  - Jiří Langer, český básník, publicista a překladatel (* 19. března 1894)
  - Gustav Vigeland, norský sochař (* 11. dubna 1869)
- 1946 – Ferenc Szálasi, maďarský politik, vůdce pronacistické Strany Šípových křížů (* 6. ledna 1897)
- 1950 – Heinrich Mann, německý spisovatel (* 27. března 1871)
- 1951 – Alfred Hugenberg, německý nacionalistický politik (* 19. června 1865)
- 1955 – Charlie Parker, americký jazzový saxofonista a skladatel (* 29. srpna 1920)
- 1956 – Boleslaw Bierut, polský komunistický politik, předseda vlády (* 18. dubna 1892)
- 1958 – Adolf Záturecký, slovenský právník, místopředseda Ústavního soudu Československa (* 22. června 1884)
- 1960 – Semjon Iljič Bogdanov, sovětský maršál tankových vojsk (* 29. srpna 1894)
- 1964 – Peder Christian Andersen, norský sportovní funkcionář, rozhodčí a novinář (* 5. dubna 1892)
- 1966 – Sydney Camm, britský letecký konstruktér (* 5. srpna 1893)
- 1970 – Erle Stanley Gardner, americký spisovatel (* 17. července 1889)
- 1975 – Olena Mondičová, československá sochařka rusínské národnosti (* 26. září 1902)
- 1978 – John Cazale, americký filmový a divadelní herec (* 12. srpna 1935)
- 1982 – Nikolaj Petrovič Kamanin, sovětský letec a vojevůdce (* 18. října 1908)
- 1990 – Philippe Soupault, francouzský básník, spisovatel a dramatik (* 2. srpna 1897)
- 1991
  - Ragnar Granit, finsko-švédský neurofyziolog a nositel Nobelovy ceny 1967 (* 30. října 1900)
  - William Heinesen, dánsky píšící faerský spisovatel (* 15. ledna 1900)
  - Etienne Decroux, francouzský herec a mim (* 19. července 1898)
- 1996 – Gyula Kállai, maďarský premiér (* 1. června 1910)
- 1998 – Jozef Kroner, slovenský herec (* 20. března 1924)
- 1999 – Yehudi Menuhin, houslový virtuos a dirigent (* 22. dubna 1916)
- 2001 – Robert Ludlum, americký spisovatel (* 25. května 1927)
- 2002
  - Peter Blau, americký sociolog (* 7. února 1918)
  - Louis-Marie Billé, francouzský kardinál (* 18. února 1938)
- 2003 – Zoran Djindjić, srbský politik (* 1. srpna 1952)
- 2004 – Valentina Nikolajevna Žuravlevová, ruská sovětská spisovatelka sci-fi (* 17. července 1933)
- 2006 – Jurij Brězan, lužickosrbský spisovatel (* 9. června 1916)
- 2008 – Erwin Geschonneck, německý herec (* 27. prosince 1906)
- 2010 – Miguel Delibes, španělský spisovatel (* 17. října 1920)
- 2011 – Joe Morello, americký bubeník (* 17. července 1928)
- 2012 – Michael Hossack, americký rockový bubeník, člen skupiny The Doobie Brothers (* 27. října 1946)
- 2013 – Clive Burr, britský bubeník, člen skupiny Iron Maiden (* 8. března 1957)
- 2014 – José da Cruz Policarpo, portugalský kardinál (* 26. února 1936)
- 2015
  - Terry Pratchett, anglický autor fantasy (* 28. března 1948)
  - Michael Graves, americký architekt (* 9. července 1934)
- 2020
  - Wolfgang Hofmann, německý zápasník – judista (* 30. března 1941)
  - Tonie Marshall, francouzsko-americká filmová herečka, režisérka a scenáristka († 12. března 2020)
- 2025
  - Karin Leschová, švýcarsko-německá herečka (* 18. května 1935)

## Svátky

### Česko
- Významný den: Den přístupu České republiky k Severoatlantické smlouvě (NATO)
- Řehoř, Řehořka

### Svět
- Slovensko: Gregor
- Mauricius: Den nezávislosti
- Libye: Královy narozeniny
- Gabon: Státní svátek
- Lesotho: Moshoeshoe
- Venezuela: Den venezuelské vlajky
- Den dívčího skautu
- Den Commonwealthu

### Liturgický kalendář
- Sv. Kvirin
- mnich Simeon
- Pavel Aurelián

## Pranostiky

### Česko
- Zahoř vytlúká ledy z lesa.
- Přilétají k nám zase čápi, divoké husy, kačice,
laštovice okolo svatého Řehoře.
- Na svatého Řehoře líný sedlák, který neoře.
- Na svatého Řehoře každý sedlák lenoch, který neoře.
- Žežule, která v březnu velmi křičí, čáp, který mnoho hřeská,
divoké husy, které se ukazují, oznamují teplé jaro
- Na svatého Řehoře přeletěly vlaštovičky přes moře.
- Na svatého Řehoře šelma sedlák, který neoře.
- Na svatého Řehoře plove led do moře.
- Na svatého Řehoře žába hubu otevře.
- Na svatého Řehoře plove led do moře a čáp letí od moře.
- Na svatého Řehoře všecko na dvoře krákoře.
- Na svatého Řehoře čáp letí od moře, žába hubu otevře, líný sedlák, který neoře.
- Na svatýho Záhoře plave led do moře, čáp letí vod moře, naštovka přes moře, žába hubu vorevře.
- Na svatého Řehoře ledy plují do moře, vlaštovičky od moře.
- Na svatého Řehoře čáp letí přes moře, žába hubu otevře,
ledy plují do moře, líný sedlák, který neoře.
- Na svatého Řehoře den s nocí v jedné míře.

| 12. březen v pražském KlementinuÚdaje jsou platné k 8. 7. 2025. | 12. březen v pražském KlementinuÚdaje jsou platné k 8. 7. 2025. | 12. březen v pražském KlementinuÚdaje jsou platné k 8. 7. 2025. |
| minimum                                                         | denní průměr                                                    | maximum                                                         |
| --------------------------------------------------------------- | --------------------------------------------------------------- | --------------------------------------------------------------- |
| −11,7 °C (1847)                                                 | 4,1 °C (od 1961)                                                | 17,6 °C (2001)                                                  |